# Сарово
45°25′ пн. ш. 15°23′ сх. д. / 45.42° пн. ш. 15.39° сх. д.
Сарово (хорв. Sarovo) — населений пункт у Хорватії, в Карловацькій жупанії у складі громади Генеральський Стол.

## Населення
Населення за даними перепису 2011 року становило 11 осіб.
Динаміка чисельності населення поселення: